# IC 4051
IC 4051 — галактика типу E5 () у сузір'ї Волосся Вероніки.
Цей об'єкт міститься в оригінальній редакції індексного каталогу.